# 密弒遊戲2：勝者危亡
是2021年一部美國心理恐怖片，由亞當·羅勃提爾執導，弗利茲·玻姆、威爾·杭利、克里斯汀·拉瓦夫、瑪麗亞·梅爾尼克、布拉吉·F·舒特和丹尼爾·圖赫編劇。本片為2019年電影《密弒遊戲》的續集，主演包括泰勒·羅素、羅根·米勒、托馬斯·康奎爾、荷蓮·羅丹、卡利托·奧利維羅和伊迪·摩爾。
《密弒遊戲2：勝者危亡》2021年7月16日在美國上映。

## 劇情
從「唯一生還者」主題的密室逃脱遊戲死裡逃生的兩名倖存者柔伊和班，達成共識前往紐約市調查安排遊戲的神秘主謀米諾斯公司，企圖靠手頭的座標查出公司所在之處後通報警方。但柔伊還無法克服飛機恐懼症，兩人靠租車前往紐約。然而，兩人剛抵達座標地點大樓卻發現是死胡同，不肯放棄的柔伊深入樓內尋找時遭遇一名流浪漢搶劫，其母遺物的羅盤項鏈被搶走。兩人追趕流浪漢至地鐵站，卻被對方引入地鐵的一節尾端車廂後因關門而跟丟。然而整節車廂行駛時突然跟主車脫節，隨即自動變軌開往一座廢棄車站停駛。兩人意識到這一切又是米諾斯公司準備的密室逃脫遊戲，還發現跟她們受困同一車廂的四名乘客奈森、瑞秋、西奧和布莉安娜，均同為不同的密室遊戲倖存者，由此發現這次的主題是「勝者錦標賽」。
隨著整節車廂開始通電，六人為了生存而只能達成共識，合作破解周圍的線索，搜集完開啟出口所需的代幣，然而西奧因接觸通電的鐵槓而被電斃。剩下五人成功逃生，奈森介紹自己來自於牧師主題的密室逃生，布莉安娜則是網紅主題，而瑞秋則是“感覺不到疼痛的人士”主題。五人隨後進入一間銀行大堂場景，發現唯一的金庫出口會在十分鐘後關閉，然而中間隔著西洋棋盤式的地板，每走錯一格，整座大堂會佈滿致命激光。在爭分奪秒的十分鐘內，一行人趕在時限到前破解正確路線而集體平安逃生，而柔伊注意到場景中包含一個似乎跟遊戲不相干的人名「索妮雅」（Sonya）。
在下一關中，眾人來到一片明信片式的海灘場景，然而沙灘在短時間內變成流沙，奈森犧牲自己營救險些陷進去的瑞秋。剩下的人開始努力尋找出口，柔伊發現更多有關索妮雅之名的線索，但發現仍跟進行中的遊戲毫不相干。班、瑞秋和布莉安娜破解線索打開前往下一關的出口門，但柔伊碰巧靠自己找到另一個管道出口，除了布莉安娜決定跟從遊戲出口以外，班和瑞秋抓緊時間跑去爬管道，但落後的班不慎掉下去陷進流沙中。柔伊陷入悲痛及自責之餘，陪瑞秋打開下水道井蓋而來到紐約市街道上。兩人剛以為逃出生天，卻發現仍是遊戲場景，比她們早到一步的布莉安娜已在四處尋找線索。由於整座場景會定時灑下酸雨，三人僅能一邊找線索、一邊找地方躲雨，透過努力解謎而打開作為出口的計程車。然而當柔伊上車時，車門自動將瑞秋和布莉安娜鎖在車外，兩人僅能抱在一起在酸雨中送命。
柔伊隨後掉進一個小孩臥室場景，一旁留有索妮雅的日記本，內容揭示整體遊戲靈感來源於她與母親的一天遊玩經歷。柔伊同時驚訝地發現索妮雅之母竟是本應在上次遊戲中喪生的同伴亞曼達，得知亞曼達在之前的遊戲墜落中被公司營救，因女兒索妮雅被米諾斯公司囚禁而被迫為他們設計密室。亞曼達隨即現身懇求連續活過兩次的柔伊能為米諾斯擔任的下一個謎語大師，告知柔伊沒得選擇，揭示倖存的班當時被囚禁在隔壁灌水的牢籠中。當柔伊不肯跟米諾斯狼狽為奸時，班也面臨被淹死，而柔伊和亞曼達在關鍵時刻重拾情誼合作逃生，靠熱度熔穿牢籠門而救出班。三人及時在封鎖前逃出設施找到警方，透過柔伊事先錄下的錄影證據，將米諾斯的暴行公諸於世。警方掃清遊戲現場，尋獲奈森、瑞秋、西奧和布莉安娜的遺體，一名聯邦調查局探員為柔伊歸還被搶的項鏈，保證會持續查緝米諾斯的下落。
經此一役恢復自信的柔伊不再受恐懼驅使，陪班坐上飛機返家。然而當飛機起飛不久，柔伊察覺到一名老婦人乘客的穿著和手包跟自己的心理醫生如出一轍，加上質疑她們的逃脫過於簡單，最後意識到米諾斯有意安排讓她中計而搭上這架飛機。這時，整架機艙開始散播催眠氣體，作為主謀的遊戲設計師遠程嘲諷柔伊再次自行步入陷阱，聲言「遊戲尚未結束」。

## 演員
- 泰勒·羅素 飾演 柔伊·戴維斯（Zoey Davis）
- 羅根·米勒 飾演 班·米勒（Ben Miller）
- 黛博拉·安·霍爾[a] 飾 亞曼達·哈波（Amanda Harper）
- 托馬斯·康奎爾 飾演 奈森（Nathan）
- 荷蓮·羅丹 飾演 瑞秋（Rachel）
- 卡利托·奧利維羅（英语：Carlito Olivero） 飾演 西奧（Theo）
- 伊迪·摩爾（英语：Indya Moore） 飾演 布莉安娜（Brianna）

伊莎貝拉·傅爾曼和詹姆斯·佛林在電影加長版中分別飾演克萊爾和亨利（Claire and Henry）；角色身為加長版中附加的「謎語大師」起源故事的一對父女。譚雅·汎格蘭以未掛名形式飾演克萊爾之母索妮雅（Sonya），角色同樣僅在加長版中現身。另外，露西·紐曼·威廉斯（Lucy Newman-Williams）飾演柔伊的心理醫生；麥特·艾索夫（Matt Esof）飾演將柔伊和班引入遊戲起點的流浪漢，而史考特·寇克（Scott Coker）飾演一名聯邦調查局探員。

## 製作
2019年2月25日，宣佈《密弒遊戲》續集正積極開發中，亞當·羅勃提爾回歸執導電影，布拉吉·F·舒特和尼爾·H·摩里茲回歸擔任編劇和製片人。2019年10月，據報導泰勒·羅素和羅根·米勒回歸出演電影，而伊莎貝拉·傅爾曼加盟劇組。同月底，宣佈荷蓮·羅丹、托馬斯·康奎爾、伊迪·摩爾和卡利托·奧利維羅加盟劇組。傅爾曼最終沒在院線版中現身，僅在電影加長版中露面。

### 拍攝
主體拍攝於2019年11月10日在南非開始進行，並於2020年1月27日殺青。

## 發行
《密弒遊戲2》原定於2020年4月17日上映。2019年6月，電影延期至2020年8月14日上映。2020年2月，電影再度延期至2020年12月30日上映。2020年4月，電影延期至2021年1月1日上映。後再度延期至7月16日。

### 家庭媒體
《密弒遊戲2：勝者危亡》的數位下載版於2021年9月21日由索尼家庭娛樂推出，而DVD、藍光光碟和藍光3D光碟則於同年10月18日上市。而該片的數位下載版、DVD和藍光光碟將會呈現電影加長版，多出與院線版不同的人物、故事、開頭與結尾，主要圍繞躲在幕後設計一系列密室的亨利和克萊爾父女。

#### 加長版內容
加長版結尾始於逃出酸雨城市場景的柔伊被帶至一座別墅見到克萊爾，其身為設計所有密室的「謎語大師」（Puzzlemaker），發現她從小被身為米諾斯公司高層的父親亨利囚禁在地下室房間，僅能幫父親設計出一個又一個密室；而這次整體遊戲源自克萊爾兒時與母親索妮雅生前最後的一天遊玩經歷所設計。克萊爾懇求柔伊能幫她一起解開父親留在墻上的難題，其謎底則是能開門釋放她的密碼，然而若再輸錯兩次則會淨空房間氧氣。克萊爾同時告知班仍倖存，然而當時被囚禁在作為遊戲終點的桑拿密室場景。而在加長版片頭中，該密室場景害死過克萊爾之母索妮雅。
一心想救班的柔伊幫克萊爾破解難題，意識到若想破解謎底則必須有人站在外面幫她得出結論，最後解答出密碼而成功救出她。柔伊和克萊爾聯手將亨利鎖入地下室，上樓靠亨利的主電腦停止機關救下幾近斃命的班，克萊爾同時封鎖遊戲現場後呼叫警方。柔伊離開別墅回到遊戲地點，發現警方已救出班、掃清現場、逮捕所有相關人士，兩人在一起相擁慶祝使命達成。回到別墅裡，克萊爾最終靠淨空地下室的氧氣殺死父親，以報復他多年來將自己的成果據為己有且謀利；同時揭示是自己兒時用桑拿房密室殺害母親，以懲罰她計劃將自己送走，最後只剩克萊爾獨享一切。

## 外部連結
- 互联网电影数据库（IMDb）上《密弒遊戲2：勝者危亡》的资料（英文）
- 1905电影网上《密弒遊戲2：勝者危亡》的资料（简体中文）
- 豆瓣电影上《密弒遊戲2：勝者危亡》的資料 （简体中文）